# Сельское поселение «Деревня Тростье»
Сельское поселение «Деревня Тростьё» — муниципальное образование в Жуковском районе Калужской области.
Центр — деревня Тростье.

## Население
| 2010 | 2012 | 2013 | 2014 | 2015 | 2016 | 2017 |
| ---- | ---- | ---- | ---- | ---- | ---- | ---- |
| 632  | ↘608 | ↘591 | ↘584 | ↘580 | ↘556 | ↘547 |
| 2018 | 2019 | 2020 | 2021 |      |      |      |
| ↗561 | ↗569 | ↘554 | ↗653 |      |      |      |

## Состав поселения
В состав сельского поселения входят 9 населённых пунктов:
| № | Населённый пункт        | Тип населённого пункта          | Население |
| - | ----------------------- | ------------------------------- | --------- |
| 1 | Барсуки                 | деревня                         | ↗270      |
| 2 | Буриново                | село                            | ↘13       |
| 3 | Буриновское лесничество | деревня                         | ↘10       |
| 4 | Комарово                | деревня                         | ↘4        |
| 5 | Макарово                | деревня                         | ↘10       |
| 6 | Макаровское лесничество | деревня                         | ↘24       |
| 7 | Покров                  | село                            | ↘5        |
| 8 | Тростье                 | деревня, административный центр | ↘292      |
| 9 | Трояново                | деревня                         | ↘4        |